# Heinrich II. von Praunheim
Heinrich II. von Praunheim (* um 1200, genannt ab 1225; † 1256) aus der Familie der Ritter von Praunheim war durch Heirat Gründer des Familienzweigs der Herren von Praunheim-Wolfskehlen.

## Familie
Sein Vater war Heinrich I. von Praunheim, Reichsschultheiß von Frankfurt am Main, seine Mutter Adelheid von Echzell.
Heinrich II. heiratete Adelheid von Wolfskehlen. Deren Familie hatte ihren Stammsitz in dem gleichnamigen Ort Wolfskehlen. Heinrich II. und seine Frau hatten drei Söhne. In der Generation seiner Urenkel starb die männliche Linie der Ritter von Praunheim-Wolfskehlen mit Emmerich von Praunheim-Wolfskehlen aus. Über dessen Schwester gelangte dessen Erbe an die Familie derer von Nagheim.

## Politik
Die Familie Wolfskehlen befand sich aufgrund der zahlreichen Geschwister der Adelheid und der Erbauseinandersetzung nach dem Tod ihres Vaters in wirtschaftlichen Schwierigkeiten. So mussten Güter an das Kloster Eberbach und die Burg Wolfskehlen an Werner von Eppstein, Kurfürst-Erzbischof von Mainz, verkauft und anschließend von ihm wieder zu Lehen genommen werden. Die Ritter von Wolfskehlen wurden dadurch zu Burggrafen des Kurfürsten.
Positionen, die den Nachkommen von Heinrich II. zufielen, waren ihre Stellung als Burgmannen in Oppenheim und das Amt des Vogtes des Klosters Eberbach in Leeheim.